# وردو
وردو (به لاتین: Vardø) یک سکونتگاه مسکونی در نروژ است که در فینمارک واقع شده‌است.

## خصوصیات
وردو ۶۰۰٫۴۸ کیلومترمربع مساحت و ۲٬۱۱۹ نفر جمعیت دارد.